# Čatež
Čatež – wieś w Słowenii, w gminie Trebnje. W 2018 roku liczyła 94 mieszkańców.